# Radicaal 43
Van de in totaal 214 Kangxi-radicalen heeft radicaal 43 de betekenis lam, verlamd. Het is een van de eenendertig radicalen die bestaat uit drie strepen.
In het Kangxi-woordenboek zijn er 66 karakters die dit radicaal gebruiken.

## Karakters met het radicaal 43
| Strepen | Karakter       |
| ------- | -------------- |
| + 0     | 尢 尣          |
| + 1     | 尤             |
| + 3     | 尥 尦          |
| + 4     | 尨 尩 尪 尫 尬 |
| + 6     | 尮 尯          |
| + 9     | 尰 就          |
| + 10    | 尲 尳 尴       |
| + 12    | 尵             |
| + 14    | 尶 尷          |

Orakelbotkarakter
Bronskarakter
Klein zegelkarakter